# Srei Snam
Srei Snam är ett distrikt i Kambodja.   Det ligger i provinsen Siem Reap, i den nordvästra delen av landet, 290 km nordväst om huvudstaden Phnom Penh.